# Монтефлавіо
Монтефлавіо (італ. Monteflavio) — муніципалітет в Італії, у регіоні Лаціо,  метрополійне місто Рим-Столиця.
Монтефлавіо розташоване на відстані близько 39 км на північний схід від Рима.
Населення — 1359 осіб (2014).
Щорічний фестиваль відбувається 15 серпня. Покровитель — Maria Assunta.

## Демографія
Населення за роками:

Станом на 1 січня 2023 року в муніципалітеті офіційно проживало 106 іноземців з 8 країн, серед них 47 громадян країн Євросоюзу та 2 громадяни України.

## Сусідні муніципалітети
- Ліченца
- Монторіо-Романо
- Мориконе
- Паломбара-Сабіна
- Сан-Поло-дей-Кавальєрі
- Скандрилья